# Platygaster litoralis
Platygaster litoralis är en stekelart som beskrevs av Peter Neerup Buhl 1998. Platygaster litoralis ingår i släktet Platygaster och familjen gallmyggesteklar. Inga underarter finns listade i Catalogue of Life.